# Hermann Usener
Hermann Karl Usener (Weilburg, 23 ottobre 1834 – Bonn, 21 ottobre 1905) è stato un filologo classico tedesco.

## Biografia
Di religione evangelica, Usener studiò presso il ginnasio di Weilburg, sua città natale, dove frequentò le lezioni di Karl Friedrich Fleckeisen, a sua volta allievo di Friedrich Wilhelm Ritschl; poi, a partire dal 1853 frequentò le Università di Heidelberg e di Monaco. Dopo una breve interruzione degli studi dovuta alla morte della madre, riprese nell'estate 1855 a Gottinga, dove insegnavano Hermann e  Schneidewin. Infine, per il semestre invernale 1857/1858 giunse a Bonn, dove conseguì, nel 1858, la laurea con una dissertazione dal titolo Analecta Theophrastea.
Nello stesso anno iniziò la sua carriera accademica insegnando presso lo Joachimsthalsches Gymnasium di Berlino, nel 1861 divenne professore straordinario all'Università e scuola cantonale di Berna, mentre ottenne l'ordinariato nel 1863 a Greifswald. Nel 1866 si trasferì all'Università di Bonn, dove guidò la scuola di filologia insieme a Franz Bücheler. Nel 1866 sposò Lily Dilthey, da cui ebbe quattro figli (Marie, Hans, Walther ed Hermann). Nel 1882 assunse la carica di Rettore dell'Università di Bonn, e per l'occasione del suo insediamento tenne una prolusione intitolata Philologie und Geschichtswissenschaft.
Pubblicò numerosi contributi per il «Rheinisches Museum für Philologie». Fra i suoi interessi principali, si annovera soprattutto lo studio delle religioni comparate del mondo antico: nel suo lavoro convergono spunti di diversa origine, dall'etnologia all'antropologia, dalla psicologia sociale fino alla storia culturale in senso lato.
Sviluppò competenze che trascendevano il mero ambito degli studi dell'antichità classica e ciò gli consentì di avere una scuola molto articolata: esercitò un'influenza sostanziale su Friedrich Nietzsche, col quale però i rapporti si raffreddarono dopo la pubblicazione della Nascita della tragedia. Anche Wilamowitz studiò a Bonn nel 1867, ma tra i due studiosi intercorsero sempre relazioni piuttosto tese, per una radicale differenza di impianto metodologico.
Fra gli allievi di Usener, si possono invece ricordare Hermann Diels, Paul Natorp, Hans Lietzmann, Albrecht Dieterich, Richard Reitzenstein e, infine, Aby Warburg. È stato osservato come gli studi iconologici di quest'ultimo, tesi ad indagare la psicologia sociale e storica, traggano un'importante fonte di ispirazione dai Götternamen di Usener, una ricerca sulle etimologie dei nomi delle divinità finalizzata a osservare i mutamenti psicologici insiti nelle credenze religiose.
Nel 1904 intraprese, con Ludwig Radermacher, l'edizione critica dell'opera di Dionigi di Alicarnasso.
Morì nel 1905 per un attacco cardiaco.

## Opere
- Alexandri Aphrodisiensis problematorum lib. III. et IV., Berlin 1859.
- Scholia in Lucani bellum civile, I, Leipzig 1869.
- Anecdoton Holderi, Bonn 1877.
- Legenden der heiligen Pelagia, Bonn 1879.
- De Stephano Alexandrino, Bonn 1880.
- Philologie und Geschichtswissenschaft, Bonn 1882
- Acta S. Marinae et S. Christophori, Bonn 1886.
- Epicurea, Leipzig 1887.
- Altgriechischer Versbau. Ein Versuch vergleichender Metrik, Bonn 1887.
- Götternamen: Versuch einer Lehre von der Religiösen Begriffsbildung, Bonn 1896.  I nomi degli dei. Saggio di teoria della formazione dei concetti religiosi. Morcelliana 2008
- Religionsgeschichtliche Untersuchungen, Bonn 1889.
- Die Sintfluthsagen untersucht, Bonn 1899.
- Vorträge und Aufsätze, Leipzig-Berlin 1907.